# Byrrhinus goldbachi
Byrrhinus goldbachi är en skalbaggsart som beskrevs av Wooldridge 1987. Byrrhinus goldbachi ingår i släktet Byrrhinus och familjen lerstrandbaggar. Inga underarter finns listade i Catalogue of Life.